# Jeûne des premiers-nés
Pour les articles homonymes, voir Jeûne (homonymie).

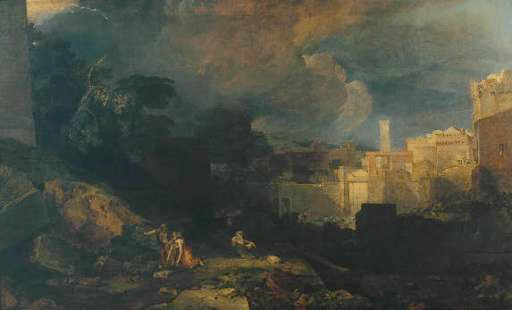
Représentation par Turner de la mort des premiers-nés (La Dixième Plaie d'Égypte, 1802)

Le Jeûne des premiers-nés (en hébreu : תענית בכורות (Ta’anit B’chorot) ou תענית בכורים (Ta’anit B’chorim)), qui est observé la veille de la Pâque juive (Pessa’h), commémore la dixième plaie d’Égypte.
De nos jours, la plupart des premiers-nés des familles juives ne jeûnent pas, car ils participent à la conclusion d’un traité du Talmud, laquelle doit s’accompagner d’une seoudat mitzva (festin de prescription) qui a priorité sur le jeûne. Ils donnent aussi la tsedaka (« charité », plus exactement un don d’argent en reconnaissance du fait que l’on doit participer par ses contributions à la justice du monde).

« Le "premier" (c'est-à-dire, premier-né) représente la sagesse (Rashi). Les Egyptiens ont idolâtré le premier-né, car ils représentaient la supériorité de leur sagesse athée. Lorsque Dieu frappa le premier-né égyptien (c’est-à-dire qu’il démontra que leur sagesse et leur athéisme n’étaient rien), les Juifs étaient pris au piège de l’exil. Alors la vraie sagesse, c'est-à-dire la «suprématie du premier-né», représentant la vérité et la foi, a été révélée et l'Exode est devenu possible »

Dieu a proclamé que le Juif premier-né est un niveau de vie supérieur dans la sainteté. Par conséquent, chaque premier-né juif "est abordé spirituellement" chez les Lévites, qui, avec les Kohanim, sont précisément les prêtres juifs; dans le Pentateuque, cette conception est associée au fait selon lequel les Juifs soient comptés pour des dons et des offres en or et autres précieux, tissus précieux, etc. afin d'ériger le sanctuaire de Dieu: la liberté du peuple juif en tant que peuple de Dieu, Roi du monde, comme dit: "Israël, mon premier-né".